# ورزشگاه وستستادهال

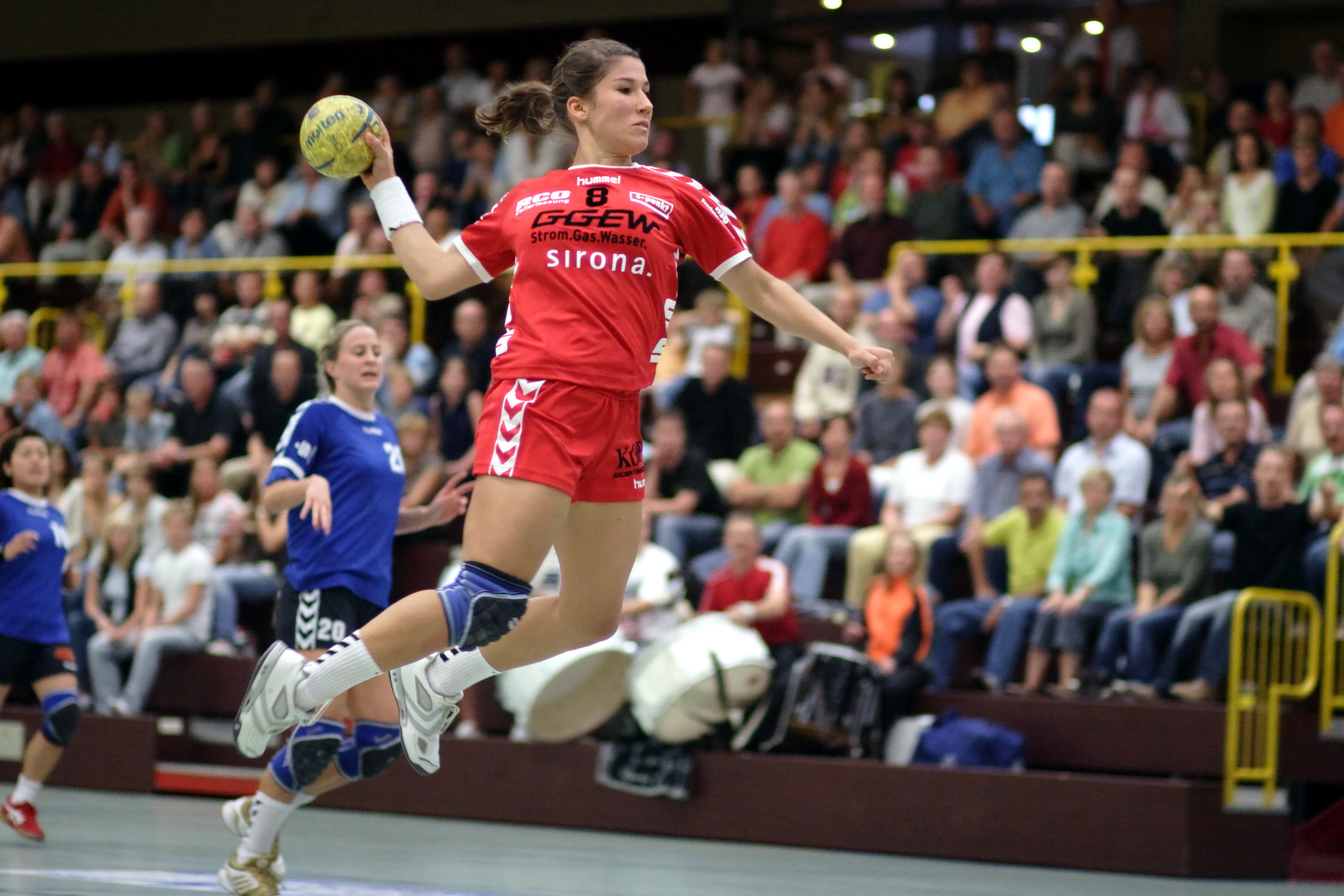
در تصویر مارا فریتون هندبالیست آلمانی در چارچوب لیگ هندبال بوندس‌لیگای زنان (۲۰۰۶) و در ورزشگاه وستستادهال در حال پرتاب توپ به سمت دروازه حریف می‌باشد.

ورزشگاه وستستادهال یک سالن چند منظوره ورزشی است که در ناحیه برگ استراب جنوب غرب آلمان واقع شده است. این ورزشگاه در ۲۲ مارس ۱۹۸۸ افتتاح شد. ظرفیت این ورزشگاه ۱۳۳۲ صندلی می‌باشد. از این ورزشگاه به منظور فعالیت‌های هنری و تلویزیونی به وی‍ژه موسیقی نیز استفاده می‌شود. در این ورزشگاه ورزش‌های هندبال، فوتسال، بدمینتون و بسکتبال نیز برگزار می‌گردد. رویدادهای ورزشی نظیر لیگ هندبال بوندس‌لیگای زنان و همچنین تعداد دیگری از رویدادهای ورزشی در این سالن برگزار می‌شود.